# Чемпионат мира по подводному ориентированию 2015
17-й чемпионат мира по подводному ориентированию прошёл в городе Либерец (Чехия) с 15 по 23 августа 2015 года.

## Участники
В чемпионате приняли участие команды из 13 стран мира: Чехии, Венгрии, Германии, Казахстана, России, Сербии, Украины, Франции, Хорватии, Эстонии, Австрии, Италии и Словакии.

## Призёры

### Мужчины
| Дисциплина           | Золото                                                               | Золото    | Серебро                                                                       | Серебро    | Бронза                                                                       | Бронза    |
| -------------------- | -------------------------------------------------------------------- | --------- | ----------------------------------------------------------------------------- | ---------- | ---------------------------------------------------------------------------- | --------- |
| Ориентиры 5 точек    | Якуб Немечек · Чехия                                                 | 2260 очка | Иван Папин · Казахстан                                                        | 2240 очков | Евгений Золотов · Украина                                                    | 2124 очка |
| Параллель            | Якуб Немечек · Чехия                                                 |           | Кароль Дуншт · Венгрия                                                        |            | Виктор Семёнов · Россия                                                      |           |
| М-Зоны               |                                                                      |           |                                                                               |            |                                                                              |           |
| Звезда               | Якуб Немечек · Чехия                                                 | 2251 очко | Сергей Тельпт · Эстония                                                       | 2215 очков | Ян Скружный · Чехия                                                          | 2203 очка |
| Карта (MONK)         | Якуб Немечек · Ондржей Чёрный · Чехия                                | 4172      | Валерий Волгин · Иван Папин · Казахстан                                       | 4108       | Виктор Семёнов · Виктор Трифонов · Россия                                    | 4080      |
| Групповое упражнение | Ондржей Чёрный · Ян Скружный · Ондржей Каспар · Якуб Немечек · Чехия | 7765      | Александр Золотов · Евгений Золотов · Антон Михайлов · Максим Котов · Украина | 7342       | Владислав Павлов · Максим Гагарин · Егор Кашеваров · Виктор Семёнов · Россия | 50421     |

### Женщины
| Дисциплина           | Золото                                                                      | Золото     | Серебро                                                                      | Серебро           | Бронза                                                                       | Бронза     |
| -------------------- | --------------------------------------------------------------------------- | ---------- | ---------------------------------------------------------------------------- | ----------------- | ---------------------------------------------------------------------------- | ---------- |
| Ориентиры 5 точек    | Зузана Дворакова · Чехия                                                    | 2212 очков | Людмила Шумилова · Казахстан                                                 | 2013 очков        | Дора Берекмери · Венгрия                                                     | 1835 очков |
| Параллель            | Зузана Дворакова · Чехия                                                    |            | Анна Анохина · Россия                                                        |                   | Елена Минская · Россия                                                       |            |
| М-Зоны               |                                                                             |            |                                                                              | Елена Минская RUS |                                                                              |            |
| Звезда               | Дора Берекмери · Венгрия                                                    | 2142 очка  | Зузана Штепанкова · Чехия                                                    | 2061 очко         | Зузана Дворакова · Чехия                                                     | 2058 очков |
| Карта (MONK)         | Каталин Хатхази · София Вагнер · Венгрия                                    | 2660       | Шахноза Курбанова · Людмила Шумилова · Казахстан                             | 1600              | Зузана Дворакова · Зузана Штепанкова · Чехия                                 | 1200       |
| Групповое упражнение | Лилла Гурисатти · Дора Берекмери · София Вагнер · Каталин Хатхази · Венгрия | 6652       | Катарина Бенк · Ангелика Ринк · Аника Хассе · Бабетта Фюрстенберг · Германия | 5362              | Виталия Тельпт · Ирис Ольмре · Анастасия Салатун · Сандра Саалисте · Эстония | 1646       |